# Céline Calvez
Pour les articles homonymes, voir Calvez.
Céline Calvez, née le 24 juillet 1979 à Rennes (Ille-et-Vilaine), est une femme politique française.
Investie par La République en marche, elle est députée de la cinquième circonscription des Hauts-de-Seine depuis juin 2017.

## Situation personnelle

### Formation
Titulaire d'une licence en science politique de l'université de Rennes-I[réf. nécessaire], elle est diplômée du CELSA de Sorbonne Université (anciennement l'université Paris-IV Sorbonne).

### Carrière professionnelle
Repérée par l’équipe de Jean-Louis Borloo, elle est embauchée au ministère de la Ville en janvier 2003 en tant que chargée de mission. En janvier 2005, elle devient chef de projet dans différentes agences, dont Publicis Events. Après ces expériences en tant qu'employée, elle fait le choix de créer sa propre activité de conseil en 2010. Elle participe également aux travaux de l'ONG Consultants sans frontières.

## Parcours politique

### Débuts
Elle s’engage brièvement au Mouvement des jeunes socialistes en 2002, puis choisit en 2016 de participer au mouvement En marche. Elle devient alors référente pour les IXe et Xe arrondissement de Paris. Cependant, c'est dans le département des Hauts-de-Seine que la commission nationale d'investiture du mouvement officialise sa candidature pour les élections législatives dans la cinquième circonscription. Elle est élue au second tour avec 62,51 % des voix face au LR Arnaud de Courson et succède à Patrick Balkany,, en bénéfiçiant du soutien de ce dernier,,.

### Députée des Hauts-de-Seine
Spécialiste des médias, elle est quatre fois rapporteure du budget pour les « médias, livres et industries culturelles », et travaille en particulier sur les pistes pour remplacer la redevance audiovisuelle, jusqu’alors adossée à la taxe d'habitation qui doit disparaître en 2023. En parallèle de son mandat, Céline Calvez est également membre du conseil d'administration de Radio France.
En 2021, elle est l’auteure avec Pierre-Alain Raphan et Cédric Roussel de la loi visant à démocratiser le sport en France.
Candidate à sa réélection lors des élections législatives de 2022, elle est réélue au second tour avec 59,73 % des voix face à Léa Druet (LFI - NUPES).
Convaincue de l’intérêt de la concertation et de la démocratie participative, Céline Calvez a lancé en 2022 le Conseil de circonscription de Clichy et Levallois.
À partir d'octobre 2023, elle siège au conseil d'administration de France Télévisions en tant que représentante de la commission des affaires culturelles et de l'éducation de l'Assemblée nationale.
Après la dissolution de l'Assemblée nationale du 9 juin 2024, Céline Calvez a été réélue avec 56,05% des voix le 7 juillet 2024 face à Raphaël Pitti (Nouveau Front Populaire).